# Mooskorb

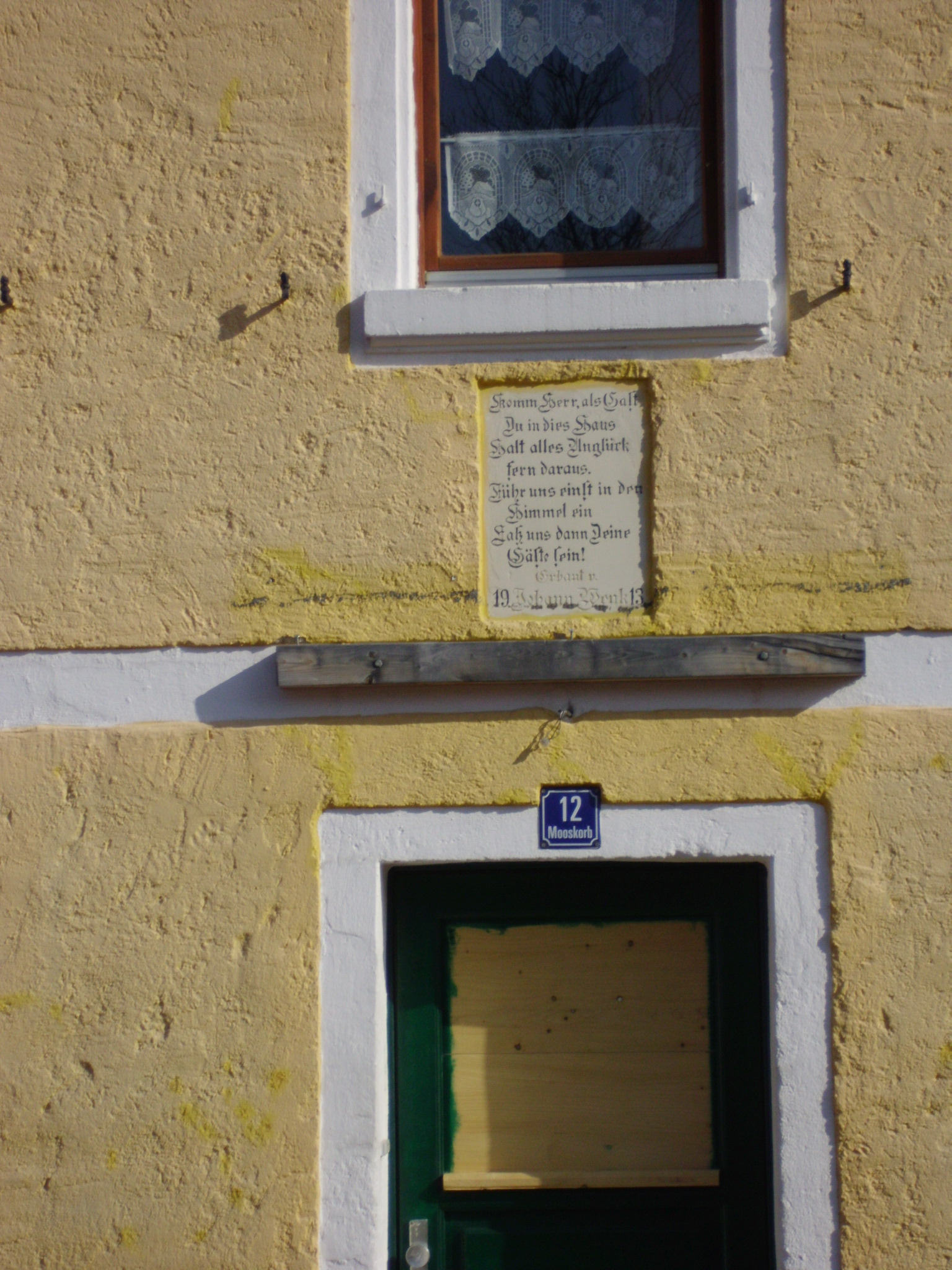
Historische Hausinschrift an einem Anwesen von Mooskorb

Mooskorb ist ein Gemeindeteil der Stadt Gunzenhausen im Landkreis Weißenburg-Gunzenhausen (Mittelfranken, Bayern). Mooskorb liegt in der Gemarkung Wald.

## Lage
Das Dorf Mooskorb liegt westlich des Altmühlsees. Das Dorf, ursprünglich nordwestlich des ebenfalls Gunzenhäuser Gemeindeteils Wald gelegen, ist mit diesem zusammengewachsen. Die durch Mooskorb führende Hauptstraße geht in nordwestlicher Richtung weiter zum Gunzenhäuser Gemeindeteil Streudorf.

## Ortsname
Der Ortsname, der in seiner ältesten Form auf „Marscorp“ lautet, lässt sich wohl als „kleines Haus“ (von mittelhochdeutsch „korp“) eines Marri/Marr (mit Genitiv-„s“) deuten. In Urkunden ab 1366 ist eine Umdeutung in „Moos“ (= Sumpf, Moor) erfolgt.

## Geschichte
Dieser Abschnitt folgt, soweit nicht anders angegeben, Schuh, S. 187f.

### Erstnennung
Mooskorb, eine Rodungssiedlung im Zuge des fränkischen Landesausbaus des 8. Jahrhunderts, wird erstmals 1298 erwähnt, als der Eichstätter Bischof Konrad Einkünfte in „Marscorp“ für das Kloster Heidenheim bestimmt.

### 14. bis 17. Jahrhundert
Im 14. Jahrhundert hat ein Ortsadeliger von Wald, der Sohn des Berthold von Wald, vom Bischof von Eichstätt eine Hube zu „Marsceph“ inne. Als im selben Jahrhundert die von Oettingen eine Frühmesse zu Gnotzheim stiften, gehören auch Einkünfte aus einem Lehen und einem Kleingut von „Moßkorb“ dazu. Für das 15. Jahrhundert ist überliefert, dass „Moskorb“ zur Pfarrei Wald gehört, die im 16. Jahrhundert sich der Reformation anschließt. 1471 erhält auch die Herrschaft Wald, ein Lehen der Brandenburg-Ansbachischen Markgrafen, Abgaben aus „Moßkorp“, und zwar von 6 Zinsern. 6 Güter zu Mooskorb gehören um 1525 in das brandenburgisch-ansbachische Amt Wald, weitere Güter sind anderen Grundherren zu eigen: 1 Untertan hat an den Deutschen Orden in Ellingen zu zinsen, 2 Untertanen und 1 ödes Gut gehören zwei Linien derer von Lentersheim und 2 Untertanen und 1 ödes Gut sind Eigentum der Grafen von Oettingen. Ein Gunzenhäuser Salbuch von 1532 sagt aus, dass die Markgrafen von Brandenburg-Ansbach die hohe und niedere Gerichtsbarkeit über das Dorf  innehaben; 6 Güter zinsen weiterhin an das Amt Wald, 7 an fremde Herrschaften.
1608 wird berichtet, dass das Dorf „Waldt“ aus vier „Flecken“ besteht, nämlich aus Wald selbst und aus den Weilern „Moßkorb“, Schweina und Steinenpühl. Zwei Jahre später verleiht Markgraf Joachim Ernst „Ämptlein und Schlößlein Waldt“ mit allem Zubehör an Wolf Christoph von Lentersheim; dazu gehören auch 7 Güter zu „Moscorb“. Der Gesamtbesitz Wald und damit auch die Höfe von Moosbach gehen an Ludwig von Zocha über, 1624 als brandenburgisches Lehen zunächst auf Leibgeding-Basis und 1626 als vererbbares Rittermannlehen.

### Vom 18. Jahrhundert bis in die Gegenwart
Ein Jahrhundert später, 1732, zinsen 1 Untertan an das markgräfliche Kastenamt Gunzenhausen, 2 an die von Lentersheim, 1 an das Vogtamt Bechhofen, 3 an Oettingen-Spielberg und 8 an die von Zocha; der Zehnt ging an die Pfarrei Wald, während die Gemeindeherrschaft behördenmäßig vom Ansbachischen Oberamt Gunzenhausen wahrgenommen wird. Als die von Zocha aussterben, belehnt 1749 der „Wilde Markgraf“ Carl Wilhelm Friedrich den auf seinen Wunsch hin nobilitierten Friedrich Ferdinand Ludwig Freiherrn von Falkenhausen mit dem Rittergut Wald und damit auch mit den Untertanen in Mooskorb.
1792 wird das Dorf mit dem Fürstentum Brandenburg-Ansbach preußisch, wodurch sich aber an den grundherrlichen Verhältnissen nichts ändert.
1802 wird berichtet, dass „Moßkorb“ 15 Untertanen hat, von denen zwei nach Gunzenhausen gehören und 12 „fremdherrisch“ sind. Von letzteren werden trotz des Grenzausgleichsvertrags zwischen Oettingen und Preußen drei Untertanen sogar bis 1805 in den oettingschen Steuerbüchern  geführt.
Am 1. Januar 1806 wird Mooskorb mit dem nunmehr ehemaligen preußischen Fürstentum Ansbach infolge des Reichsdeputationshauptschlusses bayerisch. Die Gemeinde Wald mit Mooskorb, Schweina und Steinabühl gehört ab 1808 zunächst als Steuerdistrikt, dann 1818 als Ruralgemeinde dem neuen Rezatkreis an.
Zwei Familien von Mooskorb unterstehen bis 1822 dem Patrimonialgericht derer von Lentersheim in Altenmuhr, neun 1820 bis 1838 bzw. 1848 dem Patrimonialgericht Wald-Lauffenbürg; danach geht die niedere Gerichtsbarkeit der Adeligen an Bayern über. 1829 leben in Mooskorb 17 Familien mit insgesamt 73 Personen.  1846 sind es 16 Familien mit 69 „Seelen“.  Ein Jahrhundert später, 1950, ist Mooskorb auf 19 Familien mit 98 Personen angewachsen. 1961 zählte man in den 19 Wohngebäuden Mooskorbs 81 Personen.
Zunächst im Landgericht/Bezirksamt (ab 1939 Landkreis) Gunzenhausen gelegen, wurde die bis dahin eigenständige vierfleckige Gemeinde Wald im Zuge der Gebietsreform in Bayern am 1. April 1971 nach Gunzenhausen eingemeindet und kam am 1. Juli 1972 in den neuen Landkreis Weißenburg-Gunzenhausen, zunächst unter dem Namen Landkreis Weißenburg in Bayern. 1987 wurden 73 Einwohner gezählt.

## Persönlichkeiten
- Johann Michael Sichlinger, * am 6. April 1756 in Mooskorb, Inhaber eines größeren Textilunternehmens in Paris.[19]

## Sonstiges
- In Mooskorb gibt es einen an ein Hotel angegliederten Reiterhof. Seit 1973 hat hier der Reit- und Fahrverein Gunzenhausen seinen Sitz. Die Hotelinhaber führten den ehemals direkt am Altmühlsee gelegenen „Altmühlsee-Pavillon“ für Großevents.[20]